# Nolana rupicola
Nolana rupicola är en potatisväxtart som beskrevs av Gaud. Nolana rupicola ingår i släktet cymbalblommor, och familjen potatisväxter. Inga underarter finns listade i Catalogue of Life.